# Stunnel
Stunnel är ett datorprogram, som används för att kryptera TCP kommunikation med TLS/SSL
Stunnel kan användas för att skapa en säker krypterad kommunikation för klienter eller Servrar som inte redan använder sig av TLS eller SSL. Stunnel är fri mjukvara under GNU licensen och går att köra på flera operativsystem, såsom flera Unix-varianter och Microsoft Windows.
Stunnel görs av Michal Trojnara och Brian Hatch.